# Мартін Кофод
Мартін Кофод (Kofod) (1937) — данський дипломат.

## Біографія
Народився в 1937 році. 
З 1961 по 1964 - на дипломатичній роботі в МЗС Королівства Данії.
З 1964 по 1969 - секретар представництва Данії при ООН.
З 1969 по 1971 - завідувач відділом МЗС Данії у Копенгагені.
З 1971 по 1974 - 1-й секретар, радник посольства Данії у Варшаві (Польща). 
З 1974 по 1982 - завідувач відділом, начальник управління МЗС Королівства Данії.
З 1982 по 1986 - Надзвичайний і Повноважний Посол Данії у Бразиліа (Бразилія).
З 1986 по 1992 - начальник управління МЗС Королівства Данії.
З 1992 по 1997 - Надзвичайний і Повноважний Посол Данії у Мехіко (Мексика).
З 1997 по 2001 - Генеральний консул Данії в Лос-Анджелесі (США).
З 2001 по 2002 - Надзвичайний і Повноважний Посол Данії в Києві (Україна) та в Грузії і Вірменії за сумісництвом.